# تامالامکه
تامالامکه (انگلیسی: Tamalameque) نام شهری در کشور کلمبیا است.